# Rem als Jocs Olímpics d'estiu de 1912 - Quatre amb timoner masculí
La prova del Quatre amb timoner masculí fou una de les quatre que es disputaren als Jocs Olímpics d'Estocolm de 1912 i que formaven part del programa de rem. La prova es va disputar entre el 17 i el 19 de juliol, amb la presència de 56 remers, procedents de 9 països diferents

## Medallistes
| Or | Plata                                                                                                 | Bronze |
| Imperi Alemany · LudwigshafenAlbert Arnheiter · Hermann Wilker · Rudolf Fickeisen · Otto Fickeisen · Karl Leister | Regne Unit · Thames R.C.Julius Beresford · Karl Vernon · Charles Rought · Bruce Logan · Geoffrey Carr | Dinamarca · PolytekniskErik Bisgaard · Rasmus Frandsen · Mikael Simonsen · Poul Thymann · Ejgil Clemmensen |
| Imperi Alemany · LudwigshafenAlbert Arnheiter · Hermann Wilker · Rudolf Fickeisen · Otto Fickeisen · Karl Leister | Regne Unit · Thames R.C.Julius Beresford · Karl Vernon · Charles Rought · Bruce Logan · Geoffrey Carr | Noruega · Christiania RKHenry Larsen · Mathias Torstensen · Theodor Klem · Håkon Tønsager · Ejnar Tønsager |

## Vaixells participants
Les següents 11 embarcacions van prendre part en aquesta competició:
- Alemanya Ludwigshafener Ruderverein
- Àustria Ruderverein Germania, Leibnitz (altres fonts indiquen Leitmeritz)
- Bèlgica Royal Club Nautique de Grand
- Dinamarca København Roklubb
- Dinamarca Polyteknisk Roklub
- Finlàndia Helsingfors R. K.
- França Société Nautique de Bayonne
- Regne Unit Thames Rowing Club
- Noruega Christiania Roklub
- Noruega Studenternes Roklub
- Suècia Vaxholm Roddklubb

## Resultats

### Sèries
Es fa una ronda prèvia el 17 de juliol per deixar 8 equips als quarts de final. El vencedor de cada sèrie passa a la següent ronda.
| Pos. | Tripulació                                                                                     | País      | Temps  |
| ---- | ---------------------------------------------------------------------------------------------- | --------- | ------ |
| 1    | Polyteknisk Roklub Erik Bisgaard Rasmus Frandsen Mikael Simonsen Poul Thymann Ejgil Clemmensen | Dinamarca | 7'20"0 |

| Pos. | Tripulació | País      | Temps      |
| ---- | --- | --------- | ---------- |
| 1    | Helsingfors R. K. Johan Nyholm Oskar Forsman Edvin Lönnberg Emil Nylund Valdemar Henriksson                      | Finlàndia | 7'18"2     |
| 2    | Société Nautique de Bayonne André Mirambeau Louis Thomaturgé René Saintongey Pierre Alibert François Elichagaray | França    | a 1½ llarg |

| Pos. | Tripulació                                                                                    | País    | Temps  |
| ---- | --------------------------------------------------------------------------------------------- | ------- | ------ |
| 1    | Kristiania Roklub Henry Larsen Mathias Torstensen Theodor Klem Haakon Tønsager Ejnar Tønsager | Noruega | 7'15"0 |
| 2    | R.-V. Germania, Leitmeritz Fritz Krombholz Richard Mayer Hugo Cužna Georg Kröder Emil Jand    | Àustria | DNF    |

| Pos. | Tripulació                                                                            | País    | Temps  |
| ---- | ------------------------------------------------------------------------------------- | ------- | ------ |
| 1    | Studenternes Roklub Øivin Davidsen Leif Rode Theodor Schjøth Olaf Dahll Einar Eriksen | Noruega | 7'27"4 |

| Pos. | Tripulació | País      | Temps     |
| ---- | --- | --------- | --------- |
| 1    | Royal Club Nautique de Gand Guillaume Visser Georges Van Den Bossche Edmond Van Waes Georges Willems Léonard Nuytens | Bèlgica   | 7'15"0    |
| 2    | Roklubb Købnhavn Hans Jørgensen Knud Gøtke Johan Praem Theodor Eyrich Silva Smedberg                                 | Dinamarca | a 1 llarg |

| Pos. | Tripulació                                                                                            | País     | Temps      |
| ---- | --- | -------- | ---------- |
| 1    | Ludwigshafener Ruderverein Albert Arnheiter Hermann Wilker Rudolf Fickeisen Otto Fickeisen Otto Maier | Alemanya | 7'06"6     |
| 2    | Vaxholm Roddklubb John Lager Axel Eriksson Ernst Wetterstrand Gunnar Lager Karl Sundholm              | Suècia   | a 1½ llarg |

| Pos. | Tripulació                                                                               | País       | Temps  |
| ---- | ---------------------------------------------------------------------------------------- | ---------- | ------ |
| 1    | Thames Rowing Club Julius Beresford Karl Vernon Charles Rought Bruce Logan Geoffrey Carr | Regne Unit | 7'27"0 |

### Quarts de final
El vencedor de cada sèrie passa a la següent ronda. Es disputa el 18 de juliol.
| Pos. | Tripulació                                                                                     | País      | Temps  |
| ---- | ---------------------------------------------------------------------------------------------- | --------- | ------ |
| 1    | Polyteknisk Roklub Erik Bisgaard Rasmus Frandsen Mikael Simonsen Poul Thymann Ejgil Clemmensen | Dinamarca | 7'09"0 |
| 2    | Helsingfors R. K. Johan Nyholm Oskar Forsman Edvin Lönnberg Emil Nylund Valdemar Henriksson    | Finlàndia | 7'12"5 |

| Pos. | Tripulació                                                                               | País       | Temps      |
| ---- | ---------------------------------------------------------------------------------------- | ---------- | ---------- |
| 1    | Thames Rowing Club Julius Beresford Karl Vernon Charles Rought Bruce Logan Geoffrey Carr | Regne Unit | 7'14"5     |
| 2    | Studenternes Roklub Øivin Davidsen Leif Rode Theodor Schjøth Olaf Dahll Einar Eriksen    | Noruega    | a 1½ llarg |

| Pos. | Tripulació | País    | Temps      |
| ---- | --- | ------- | ---------- |
| 1    | Kristiania Roklub Henry Larsen Mathias Torstensen Theodor Klem Haakon Tønsager Ejnar Tønsager                        | Noruega | 7'05"0     |
| 2    | Royal Club Nautique de Gand Guillaume Visser Georges Van Den Bossche Edmond Van Waes Georges Willems Léonard Nuytens | Bèlgica | a 3 llargs |

| Pos. | Tripulació                                                                                            | País     | Temps  |
| ---- | --- | -------- | ------ |
| 1    | Ludwigshafener Ruderverein Albert Arnheiter Hermann Wilker Rudolf Fickeisen Otto Fickeisen Otto Maier | Alemanya | 7'14"4 |

### Semifinals
Es disputaren el 19 de juliol. El vencedor passava la final.
| Pos.   | Tripulació                                                                                            | País      | Temps       |
| ------ | --- | --------- | ----------- |
| 1      | Ludwigshafener Ruderverein Albert Arnheiter Hermann Wilker Rudolf Fickeisen Otto Fickeisen Otto Maier | Alemanya  | 6'59"0      |
| Bronze | Polyteknisk Roklub Erik Bisgaard Rasmus Frandsen Mikael Simonsen Poul Thymann Ejgil Clemmensen        | Dinamarca | a 2½ llargs |

| Pos. | Tripulació                                                                                    | País       | Temps       |
| ---- | --------------------------------------------------------------------------------------------- | ---------- | ----------- |
| 1    | Thames Rowing Club Julius Beresford Karl Vernon Charles Rought Bruce Logan Geoffrey Carr      | Regne Unit | 6'59"0      |
| 2    | Kristiania Roklub Henry Larsen Mathias Torstensen Theodor Klem Haakon Tønsager Ejnar Tønsager | Noruega    | a 2½ llargs |

### Final
La final es va disputar el divendres 19 de juliol.
| Pos.  | Tripulació                                                                                            | País       | Temps  |
| ----- | --- | ---------- | ------ |
| Or    | Ludwigshafener Ruderverein Albert Arnheiter Hermann Wilker Rudolf Fickeisen Otto Fickeisen Otto Maier | Alemanya   | 6'59"4 |
| Plata | Thames Rowing Club Julius Beresford Karl Vernon Charles Rought Bruce Logan Geoffrey Carr              | Regne Unit |        |